# Europarlamentari dell'Austria della X legislatura
Gli europarlamentari dell'Austria della X legislatura, eletti in occasione delle elezioni europee del 2024, sono i seguenti.

## Composizione storica
| Europarlamentare            | Lista                               | Gruppo | Gruppo                                                 |
| --------------------------- | ----------------------------------- | ------ | ------------------------------------------------------ |
| Elisabeth Dieringer-Granzer | Partito della Libertà Austriaco     |        | Patrioti per l'Europa                                  |
| Roman Haider                | Partito della Libertà Austriaco     |        | Patrioti per l'Europa                                  |
| Gerald Hauser               | Partito della Libertà Austriaco     |        | Patrioti per l'Europa                                  |
| Georg Mayer                 | Partito della Libertà Austriaco     |        | Patrioti per l'Europa                                  |
| Petra Steger                | Partito della Libertà Austriaco     |        | Patrioti per l'Europa                                  |
| Harald Vilimsky             | Partito della Libertà Austriaco     |        | Patrioti per l'Europa                                  |
| Alexander Bernhuber         | Partito Popolare Austriaco          |        | Gruppo del Partito Popolare Europeo                    |
| Sophia Kircher              | Partito Popolare Austriaco          |        | Gruppo del Partito Popolare Europeo                    |
| Reinhold Lopatka            | Partito Popolare Austriaco          |        | Gruppo del Partito Popolare Europeo                    |
| Lukas Mandl                 | Partito Popolare Austriaco          |        | Gruppo del Partito Popolare Europeo                    |
| Angelika Winzig             | Partito Popolare Austriaco          |        | Gruppo del Partito Popolare Europeo                    |
| Elisabeth Grossmann         | Partito Socialdemocratico d'Austria |        | Alleanza Progressista dei Socialisti e dei Democratici |
| Hannes Heide                | Partito Socialdemocratico d'Austria |        | Alleanza Progressista dei Socialisti e dei Democratici |
| Evelyn Regner               | Partito Socialdemocratico d'Austria |        | Alleanza Progressista dei Socialisti e dei Democratici |
| Andreas Schieder            | Partito Socialdemocratico d'Austria |        | Alleanza Progressista dei Socialisti e dei Democratici |
| Günther Sidl                | Partito Socialdemocratico d'Austria |        | Alleanza Progressista dei Socialisti e dei Democratici |
| Lena Schilling              | I Verdi                             |        | I Verdi/Alleanza Libera Europea                        |
| Thomas Waitz                | I Verdi                             |        | I Verdi/Alleanza Libera Europea                        |
| Helmut Brandstätter         | NEOS                                |        | Renew Europe                                           |
| Anna Stürgkh                | NEOS                                |        | Renew Europe                                           |

## Tabelle di sintesi

### Gruppi politici
| Gruppo parlamentare | Inizio |
| ------------------- | ------ |
| PfE                 | 6      |
| PPE                 | 5      |
| S&D                 | 5      |
| Verdi/ALE           | 2      |
| RE                  | 2      |
| GUE/NGL             | –      |
| ECR                 | –      |
| ESN                 | –      |
| NI                  | –      |
| Totale              | 20     |

### Fonti
1. ↑  (EN) These are Europe’s new MEPs, su www.politico.eu.